# 2014년 11월 죽음
다음은 2014년 11월에 사망한 저명한 인물 목록이다.
1일
- 에디슨 데치모 알베스 아라우호 (en), 브라질의 축구 선수 (27)
- 조엘 바넷 (en), 영국의 정치인 (91)
- 구스타보 비오스카 (es), 스페인의 축구 선수이자 코치 (86)
- 비벌리 슈밋 블러섬 (en), 미국의 안무가 (88)
- 벤 카옌 (en), 트리니다드 토바고의 육상 선수 (70)
- 안네 클루이세나르 (en), 벨기에의 시인 (78)
- 알베르토 요하네스 푀르스트 (de), 독일의 성직자 (87)
- 올레 호게르 (sv), 스웨덴의 언론인 (79)
- 위그 르 바르 (fr), 프랑스의 작곡가 (64)
- 브리트니 메이너드 (en), 미국의 활동가 (29)
- 아베드니고 응코보 (en), 남아프리카 공화국의 축구 선수 (64)
- 장피에르 로이 (en), 캐나다의 야구 선수 (94)
- 도널드 새들러 (en), 미국의 안무가 (96)
- 토머스 W. 스네던 주니어 (en), 미국의 정치인이자 변호사 (73)
- 웨인 스태틱, 미국의 가수 (48)
- 야나가 가즈코 (ja), 일본의 성우 (67)

2일
- 애커 빌크, 영국의 클라리넷 연주자 (85)
- 제시 브랜슨 (en), 미국의 농구 선수 (72)
- 피에르 다익 (fr), 프랑스의 언론인 (92)
- 재키 페어웨더 (en), 오스트레일리아의 트라이애슬론 선수 (46)
- 벨리코 카디예비치 (hr), 유고슬라비아의 군인 (88)
- 허먼 사코스키 (en), 독일 태생 미국의 기업인 (89)
- 니콜라우스 센 (en), 스위스의 은행인 (88)
- 블라디미스 수칠린 (ru), 소련의 축구 선수 (64)
- 하인리히 트라이칠 (de), 오스트리아의 은행인 (101)
- 로버트 트라이프 (en), 뉴질랜드의 배우 (41)
- 안나 베보도바 (cs), 체코의 배우 (88)

3일
4일
5일
6일
7일
8일
9일
10일
11일
12일
13일
- 알렉산더 그로텐디크, 수학자 (86)

14일
15일
- 루시앙 클레르그 (fr), 프랑스의 사진가 (80)
- 발레리 메자그 (en), 카메룬의 축구 선수 (30)

16일
- 엑토르 아레돈도 (es), 멕시코의 배우 (44)
- 이언 크레이그 (en), 오스트레일리아의 크리켓 선수 (79)
- 바베크 고르바니 (fa), 이란의 레슬링 선수 (25)
- 김자옥, 대한민국의 배우 (63)

17일